# Franz Faber (Jurist)
Franz Faber (* 1. Dezember 1919 in Neustadt bei Coburg; † 19. August 2017 in Bamberg) war ein deutscher Jurist und Präsident des Oberlandesgerichts Bamberg.

## Biografie
Nach Kriegsdienst und Kriegsgefangenschaft studierte Franz Faber Jura an der Universität Erlangen. 1954 trat Faber als Gerichtsassessor bei den Amtsgerichten Lichtenfels und Kronach in den bayerischen Justizdienst ein. 1956 wurde er Amtsgerichtsrat am Amtsgericht Coburg und 1963 Landgerichtsrat am Landgericht Coburg, wo er schließlich 1966 zum Landgerichtsdirektor ernannt wurde. 
Vom Landgericht Coburg wechselte Faber schließlich ans Oberlandesgericht Bamberg. Am 16. Juni 1972 wurde er zunächst zum Vizepräsidenten und am 1. März 1978 zum Präsidenten des Oberlandesgerichts ernannt. Dieses Amt hatte er inne bis zu seiner Pensionierung 1984.
Für seine Verdienste wurde Franz Faber mit dem Bayerischen Verdienstorden ausgezeichnet.